# 대한항공 858편 폭파 사건
대한항공 858편 폭파 사건(大韓航空 858便 爆破事件, 영어: Korean Air Flight 858) 또는 한국 한정으로 널리 쓰이는 명칭인 KAL(칼)기 폭파 사건(-機爆破事件)은 1987년 11월 29일 이라크 바그다드에서 출발한 대한항공 858편이 아부다비, 방콕을 경유한 뒤 서울로 오던 중 인도양 상공에서 북한이 파견한 공작원 김현희, 김승일에 의해 공중 폭파된 사건으로 이 사건은 북한이 대한민국을 상대로 일으킨 마지막 항공 테러이며 이 사건으로 북한은 2008년 9월까지 미국의 테러 지원국 명단에 올랐다. 또한 이 사고로 탑승객 115명 전원이 사망하면서 1983년 269명이 사망한 대한항공 007편 격추 사건, 1997년 228명이 사망한 대한항공 801편 추락 사고, 2024년 179명이 사망한 제주항공 2216편 활주로 이탈 사고에 이어 대한민국 국적 항공기 사고 중 역대 4번째로 가장 많은 사망자가 발생한 사고로 기록되어 있다.

## 사건 일지
- 1987년 11월 29일 오후 2시 1분 바그다드 국제공항에서 출발하여 승객 115명을 태운 대한항공 858편이 인도양 상공에서 방콕 돈므앙 국제공항과 최후 교신 뒤 실종되었다.
- 11월 30일 현지 조사반을 급파한 관계 당국은 인도양과 벵골만 상공에서 공중 폭파 가능성 시사.

### 사건 발생 이후
- 1987년
  - 12월 1일 : 주아랍에미리트 대한민국 대사관은 바그다드에서 탑승하여 아부다비에서 내린 요주의 인물인 김승일과 김현희를 바레인 국제공항에서 검거했으나 음독 자살을 기도했다고 발표.
  - 12월 2일 : 청와대는 대북 안보 체제 강화와 선거방해 책동에 대한 엄단을 지시.
  - 12월 7일 : 바레인에서의 수사를 종결하고 정부는 북한의 1988년 하계 올림픽 개최 방해 공작으로 사건 분석.
  - 12월 9일 : 현지 조사단 철수 결정.
  - 12월 11일 : 대한항공 858편의 잔해로 보이는 물체를 발견하였으나 12월 15일 미국 국방부는 대한항공 858편의 잔해가 아니라고 보고함.
  - 12월 16일 : 대통령 선거 실시. 안기부 주관으로 하치야 마유미 신상 확인 조사 착수.
  - 12월 19일 : 건설교통부에서 탑승객 115명 전원 사망 공식 발표.
- 1988년
  - 1월 15일 : 어느 한 여성이 TV 기자 회견을 통해 자신의 이름이 김현희이며 김정일의 사주로 1988년 하계 올림픽 개최 방해와 대통령 선거 혼란 야기, 대한민국 내 계급 투쟁 촉발을 위해 대한항공 858편을 폭파했다고 발표.
- 사건 당시 유고슬라비아가 북한 폭파범들의 당시 종적을 조사해서 미국 측에 자료를 제공하기도 했고[1] 또한 오스트리아는 북한의 해외공관 거점 역할을 하고 있던 빈 주재 북한대사관 수를 대폭 감축하는 조치를 취했는데 북한이 이 사건에 대해 전면 부인하며 외교관 추방조치를 취소해 줄 것을 요구하자 계속 부인하면 북한공작조의 빈 적응 훈련과정을 언론에 공개하겠다고 위협하면서 이에 북한은 침묵할 수 밖에 없었다.[2]
- 1989년 2월 3일 : 서울지방검찰청은 김현희에 대해 살인죄, 항공기폭파치사죄, 국가보안법 위반으로 불구속 기소했다.
- 1990년
  - 3월 중순 : 858편으로 추정되는 잔해가 발견되었다.
  - 3월 27일 : 김현희에 대해 대법원의 사형 선고.
  - 4월 12일 : 김현희에 대한 사면 조치
- 1991년 6월 2일 : 김현희는 수기집 《이제 여자가 되고 싶어요》를 발간.
- 1992년 7월 1일 : 김현희는 수기집 《사랑을 느낄때면 눈물을 흘립니다》를 발간.
- 1997년 12월 28일 : 전직 안기부 직원과 김현희 결혼.
- 2004년
  - 3월 23일 : 국가정보원은 대한항공 858편에 대한 의혹을 제기한 책 《파괴공작》의 출판사 창해 대표에게 10억원 손해배상 소송 제기.
  - 5월 22일 ~ 23일 : KBS는 〈대한항공 858편의 미스터리〉를 방영하여, 수사 결과에 대한 거짓 부분을 밝힘.
  - 6월 28일 : 법원은 국가정보원의 《파괴공작》 판매금지 가처분 신청 기각 판결.
  - 12월 15일 : 서울지검 중앙1부는 유족들이 낸 기록 공개 소송과 관련해 1심 재판부가 공개하라고 판결한 5천여쪽의 기록을 모두 공개하겠다고 발표.
- 2012년 6월 17일 : 김현희, TV조선과 MBC에 각각 출연하여 대담 형식으로 인터뷰.
- 2013년 1월 15일 : 김현희, TV조선과 MBC에 각각 출연하여 대담 형식으로 인터뷰.
- 2016년 4월 30일 : 이후 KE858편은 현재 대한항공의 베이징발 인천행 편명으로 이용되고 있다.
- 2020년 1월 23일 : 대구MBC 특별 취재 팀이 1년 가까운 수색 끝에 미얀마 안다 만의 50미터 해저에서 KE858의 동체로 추정되는 물체를 발견하여 뉴스에 보도하였다.[3]

## 방송 중계
일부 방송사에서 정규방송을 중단하여 KBS와 MBC 속보 · 특보 체제를 편성하였다.

## 사건 당시 대한민국 정부의 수사 결과
1987년 11월 29일 대한항공 858편이 미얀마 안다만 해역 상공에서 북한 공작원 김승일과 김현희에 의해 공중 폭파되어 탑승객 115명 전원이 사망했고 이 사건은 1987년 10월 7일 김정일의 명령에 의해 1988년 하계 올림픽을 방해하고 대한민국 내 대정부 불신 조장을 목적으로 발생했다.
여객기 폭파 후인 1987년 12월 1일 바레인 국제공항에서 조사를 받던 중 김승일은 청산가리 성분이 들어간 독약을 먹고 자살했으며 자살 시도에 실패한 김현희는 재갈이 물린 채 대한민국으로 압송되었다.

## 진실위의 재조사 결과
사건에 대한 논란이 계속되자 국가정보원 과거사건 진실규명을 통한 발전위원회가 이 사건을 "7대 우선조사대상 사건"으로 선정하여 조사하였고 2006년 8월과 2007년 10월 두 차례에 걸쳐 이 사건에 대해 "조작이 아니다"라는 조사 결과를 발표하였다.
안기부 조작설 등은 사실이 아니며 북한대남공작조직의 주도에 의해 김현희와 김승일이 자행한 테러로 단정하는데는 무리가 없다. 다만 대선 전에 김현희를 국내로 압송하기 위해 안기부 등 10개 기관이 합동으로 실무대책본부를 운영하는 등 정치적으로 활용하려 했고 그러기 위해 서두르다 보니 오히려 각종 의혹을 유발하게 된 측면이 있다.— 국가정보원 (2007). 《(과거와 대화)미래의 성찰, 1 : 국정원 「진실위」보고서·총론》.

한편 2010년 언론 보도에 따르면 2007년 중국에서 6자 회담이 열렸을 당시 북한 측의 리근(李根) 국장은 사석에서 "우리는 KAL기 사건 이후 한번도 테러한 적이 없다"는 발언을 하여 858편 폭파 사건을 일으켰음을 간접적으로 시인한 것으로 알려졌다.

## 2012년 美 KAL기 기밀문서 공개
11년 당겨 공개된 외교문서의 주요 내용은 다음과 같다.

- 金 자살기도 수법 등 북한 소행 아닐 수 없어
  - 추가도발 방지 위해 수집 증거 구·소련과 공유

- "김일성 부자는 정신병자" 전두환, 군사 보복 배제
  - 한국 침착한 대응 놀라워

- 한국도 미심쩍어 한 범행동기
  - 미국 자체 증거 확보

- 잠비아 대사의 의혹제기와 미국의 반박
  - 전두환, 올림픽 위해 보복 자제

- 정부8일만에 입 연 김현희, 첫 한국말은 "미안합니다"
  - 北 "가짜" 주장에 美 "김현희, 고정간첩 정확히 골라냈다" 반박

— 

## 추정 잔해물 발견
JTBC에서 2018년 11월 29일 저녁 방영된 ‘이규연의 스포트라이트’의 ‘미얀마 현지취재, KAL858 잔해를 찾아서’에서 KAL858기 추락한 곳으로 추정되는 뱅골만 안다만 해역에서 잔해를 수거했다.

## 필리버스터에서 제기된 의혹들
김광진 의원은 2016년 2월 23일부터 시작된 테러방지법 반대 필리버스터에서 KAL 858는 북한이 아닌 국정원의 자작극이라는 의혹을 제기하였다.

## 태영호의 증언
가족과 같이 남한으로 탈북한 당시 영국 주재 북한 대사관 공사인 태영호에 의하면 이 사건을 일으킨 장본인은 김일성으로 김일성은 남한과 북한의 경제성장의 차이가 80년대부터 벌어지기 시작한 것을 직감하게 되었고 특히 1988년 하계 올림픽이 서울에서 개최되는 것을 질투한 나머지 이 사건을 지시하였다고 태영호는 주장하였다.

## 관련 미디어
- 꼬리에 꼬리를 무는 그날 이야기

## 관련 서적
- KAL 007, 풀리지 않는 의혹들 : 슐로스버그 저/ 홍성사 / 2003년
- 제5공화국 5(KAL기격추사건의진상) : 중원문화사 / 1993년
- 김현희는 가짜다 : 노다 미네오 저/ 두리미디어
- 배후 : 서현우 저 / 창해 / 2003년
- 과거와 대화 : 미래의 성찰, 국정원 '진실위' 보고서[깨진 링크(과거 내용 찾기)]

## 같이 보기
- 팬암기 103편 폭파 사건
- 김정일정치군사대학
- 대한항공 폭파 사건으로부터 20년: 김현희를 체포한 남자들, 봉인된 3일간 (ja:大韓航空機爆破事件から20年 金賢姫を捕らえた男たち 〜封印された3日間〜): 日후지TV 다큐드라마
- 마유미: 1990년에 개봉되었다. 신상옥 감독이 맡은 한국 영화이자 반공영화로, 김현희 역할은 김서라가 맡았다.